# Dernier raid pour Dawson
Dernier traîneau pour Dawson est une histoire mettant en scène Picsou, en 1899 et parallèlement en 1954. C'est le numéro 8 quater de la saga La Jeunesse de Picsou, dessinée par Don Rosa.

## Synopsis
Dans cet épisode, Picsou reçoit un télégramme en 1954 de sa première banque, à Whitehorse, dans le Yukon, qui lui indique qu'un glacier est en train de fondre. On apprend que cette fonte permettrait de lui donner accès à un mystérieux traîneau qu'il avait perdu des années auparavant, en 1899. Ceci lui donne l'occasion de replonger dans ses souvenirs de sa période de prospecteur, et même de retourner avec ses neveux dans le Klondike, où il retrouve d'anciennes connaissances telles que Goldie O'Gilt et Soapy Slick. Lorsque ce dernier découvre que Picsou est en ville, il cherche désespérément à récupérer le traîneau en premier, soupçonnant qu'il contienne quelque métal précieux. Après une lutte acharnée entre un vapeur et un dirigeable, il s'avère que ce traîneau ne contenait que d'anciens souvenirs de prospecteur (avec notamment une boîte de chocolat que Picsou comptait offrir à Goldie), sans valeur aucune, excepté pour le milliardaire.

## Fiche technique
- Code de l'histoire : AR 113
- Titre Original : Last Sled for Dawson
- Titre français : Dernier raid pour Dawson ou, une fois, La Seconde Ruée vers l'or
- Scénario : Don Rosa
- Dessin : Don Rosa
- Editeur : Gladstone Publishing aux États-Unis
- Date de 1re publication : 22 mars 1988 dans Uncle Scrooge Adventures n°5
- 28 planches
- 1er Picsou Magazine : n°216 (1990) mais il manque 8 vignettes. Première édition complète dans Picsou Magazine n°331 (1999)

## Anecdotes
- C'est dans cet épisode que Balthazar Picsou rencontre Jules Ecoutum et lui achète son domaine de Donaldville, et la colline de Killmule (devenue ensuite Killmotor) où il construira son coffre.
- À l'origine, Don avait prévu que Grand-Mère Donald rencontre Goldie, mais le scénario a été refusé par l'éditeur[1].